# NGC 4373A
NGC 4373A (другие обозначения — ESO 322-8, MCG −6-27-26, DCL 41, IRAS12229-3902, PGC 40549) — линзообразная галактика (S0) в созвездии Центавр.
Этот объект не входит в число перечисленных в оригинальной редакции «Нового общего каталога» и был добавлен позднее.